# Fornase
Fornase è un quartiere del comune di Spinea nella Città metropolitana di Venezia.

## Origini del nome
L’origine del nome “Fornase” è incerta. Secondo la più accreditata delle teorie, tuttavia, è da mettere in correlazione con quella del vicino quartiere di Crea. L’area di Spinea fu, sin dai tempi dell’Impero Romano, un importante centro di produzione di vasellame. Si pensa, dunque, che nell’area occupata dall’odierna Fornase sorgesse una fornace (infatti, in dialetto veneziano “fornase” significa proprio questo). In quel periodo un ramo della Laguna di Venezia arrivava fino a lambire l’area di Crea, dove sorgeva un piccolo porto. Qui veniva smerciata una parte del vasellame e si raccoglieva l’argilla con cui esso era prodotto (infatti in dialetto veneziano crea significa argilla/creta).

## Geografia fisica
Fornase si trova a circa 2 km a sud del centro di Spinea (con il quale è collegata tramite via Capitanio e via Matteotti), verso Oriago. È separata dal vicino quartiere di Crea da Via della Costituzione.

## Monumenti e luoghi d'interesse

### Oratorio della Sacra Famiglia
Progettata da Umberto Cocciolla, fu iniziata nel 1985 con la posa della prima pietra benedetta da papa Giovanni Paolo II e completata nel 1989.
È una costruzione con pianta a croce greca resa da un quadrato scavato ai vertici da quattro quadrati minori. L'aula, che occupa l'interno del braccio centrale, si ispira all'architettura del bouleuterion, l'edificio dell'antica Grecia destinato alle assemblee: i banchi sono disposti su gradoni, collegati tra loro da rampe, e orientati verso il presbiterio. Quest'ultimo è sovrastato dal tiburio a piramide quadrata, sul quale converge la copertura a salienti.
L'oratorio è una chiesa periferica dipendente dalla parrocchia dei Santi Vito e Modesto di Spinea.

### Cimitero comunale di Spinea
A Fornase è situato il cimitero comunale di Spinea, nella struttura del quale si trova anche un forno crematorio.

## Cultura

### Eventi
Ogni anno, tra aprile e maggio si svolge la sagra di Fornase con cucina tipica e musica dal vivo.

### Istruzione
A Fornase si trova una scuola elementare, facente parte dell’”Istituto comprensivo Daniela Furlan”, intitolata ad Antonio Vivaldi.